# 세베리노 디 조반니

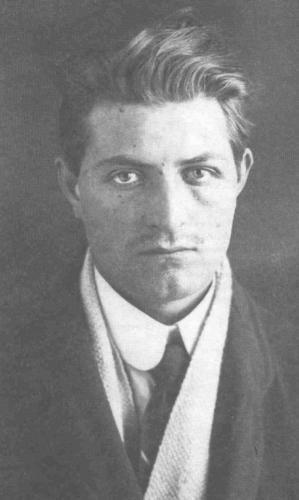

세베리노 디 조반니(이탈리아어: Severino Di Giovanni, 1901년 3월 17일 - 1931년 2월 1일)는 20세기 초반의 이탈리아인 수탈적 아나키스트다. 아르헨티나로 이주해서 아나키즘, 반파시즘 폭력투쟁을 하다 군부정권에게 잡혀 죽었다.

## 같이 보기
- 일리걸리즘